# Čéška

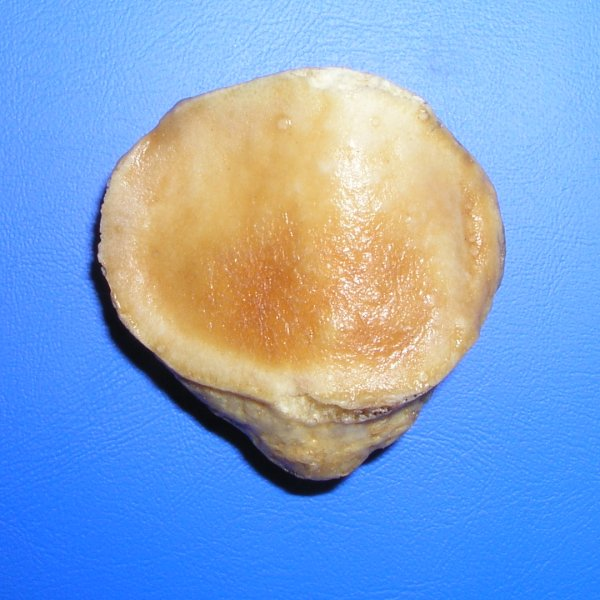
Levá čéška

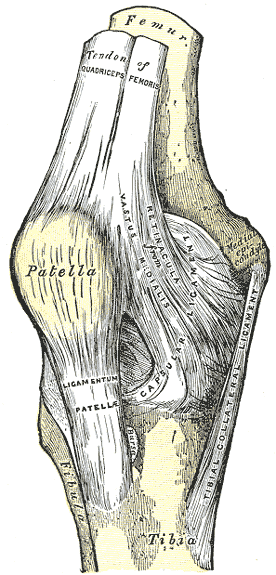
Čéška v koleni

Čéška (lat. patella) je kost tvořící přední část kolenního kloubu. Chrání kolenní štěrbinu proti dislokaci kosti stehenní vůči kosti holenní a napomáhá i propnutí (extenzi) kolene. Je vmezeřena do šlachy čtyřhlavého stehenního svalu a při propnutí kolene by měla být dobře kluzná. Je největší sezamskou kostí (tzn. kostí vmezeřenou ve šlaše) v těle. Následkem úrazů se může čéška rozdrtit nebo častěji jen zatuhnout. Aby pak nepůsobila větší tlak na kolenní chrupavky, měla by být hybnost obnovena manuální fyzioterapií.